# Misterios eleusinos

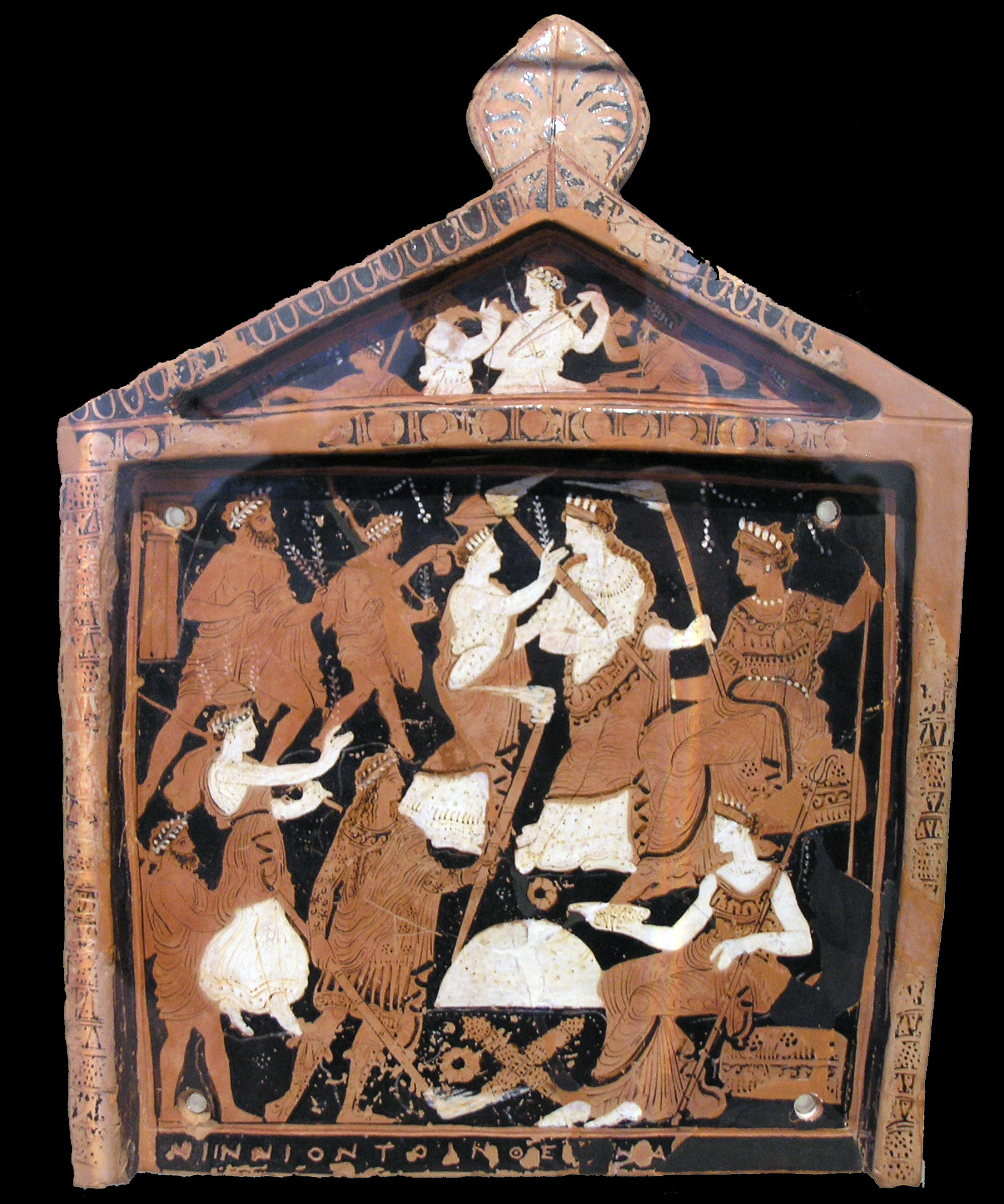
La Tablilla de Ninnío, del siglo, donde se representan ritos de los misterios eleusinos.

Los misterios eleusinos eran ritos de iniciación anuales relacionados con el culto a las diosas Deméter y Perséfone que se celebraban en Eleusis, un lugar situado cerca de Atenas. Tenían lugar durante nueve días en el mes de boedromión (septiembre-octubre). De todos los ritos celebrados en la Antigua Grecia, estos eran considerados de gran importancia y tuvieron un gran auge, que se extendió posteriormente al periodo correspondiente al dominio romano. Muchos de los aspectos de los misterios eleusinos se desconocen, puesto que tenían un carácter secreto. Completar los ritos de iniciación tenía efectos que incluían la esperanza de tener una existencia feliz en el más allá.

## Contexto geográfico
Eleusis era una ciudad agrícola productora de trigo y cebada, localizada a unos 30 km al noroeste de Atenas. En este lugar existía un asentamiento desde el Heládico Medio. Existía la tradición de que los primitivos habitantes de Eleusis eran de origen tracio.

## Origen mítico
Los misterios estaban basados en un mito protagonizado por Deméter. Su hija, Perséfone, fue secuestrada por Hades, el dios de los muertos y el inframundo. Deméter era la diosa de la vida, la agricultura y la fertilidad. Descuidó sus deberes mientras buscaba a su hija, por lo que la Tierra se heló y la gente pasó hambre: el primer invierno. Durante este tiempo Deméter enseñó los secretos de la agricultura a Triptólemo. Finalmente Deméter se reunió con su hija y la tierra volvió a la vida: la primera primavera. Desafortunadamente, Perséfone no podía permanecer indefinidamente en la tierra de los vivos, pues había comido unas pocas semillas de una granada que Hades le había dado, y aquellos que prueban la comida de los muertos ya no pueden regresar. Se llegó a un acuerdo por el que Perséfone permanecería con Hades durante un tercio del año y con su madre los restantes ocho meses.
Los misterios eleusinos celebraban el regreso de Perséfone, pues este era también el regreso de las plantas y la vida a la tierra. Perséfone había comido semillas (símbolos de la vida) mientras estuvo en el inframundo (el subsuelo, como las semillas en invierno) y su renacimiento es, por tanto, un símbolo del renacimiento de toda la vida vegetal durante la primavera y, por extensión, de toda la vida sobre la tierra.
En el Himno homérico a Deméter, Céleo era uno de los sacerdotes originales de la diosa, una de las primeras personas en aprender los ritos y misterios secretos de su culto. Diocles, Eumolpo, Triptólemo y Políxeno fueron los otros sacerdotes originales. Pausanias señala que hubo una batalla entre eleusinos y atenienses en la que murieron el mítico rey de Atenas Erecteo y un hijo de Eumolpo. Finalmente, la guerra acabó y Eleusis quedó sometida a Atenas en todo menos en la celebración de los misterios.

## Rituales
El control supremo de los misterios era ejercido por el arconte basileus, mientras los epístatas eran los encargados de la administración económica de los mismos. Las actividades de culto eran controladas por dos familias: Eumólpidas y Cérices. El hierofante o sumo sacerdote debía pertenecer a los Eumólpidas, mientras el portador de la antorcha y el heraldo sagrado debía pertenecer a los Cérices. Los únicos requisitos para participar en los misterios era carecer de «culpas de sangre», lo que significaba no haber cometido asesinato alguno, y no ser un bárbaro (es decir, saber hablar griego). Se permitía iniciar a hombres, mujeres e incluso esclavos.
Había dos clases de misterios: los mayores y los menores.

### Misterios menores

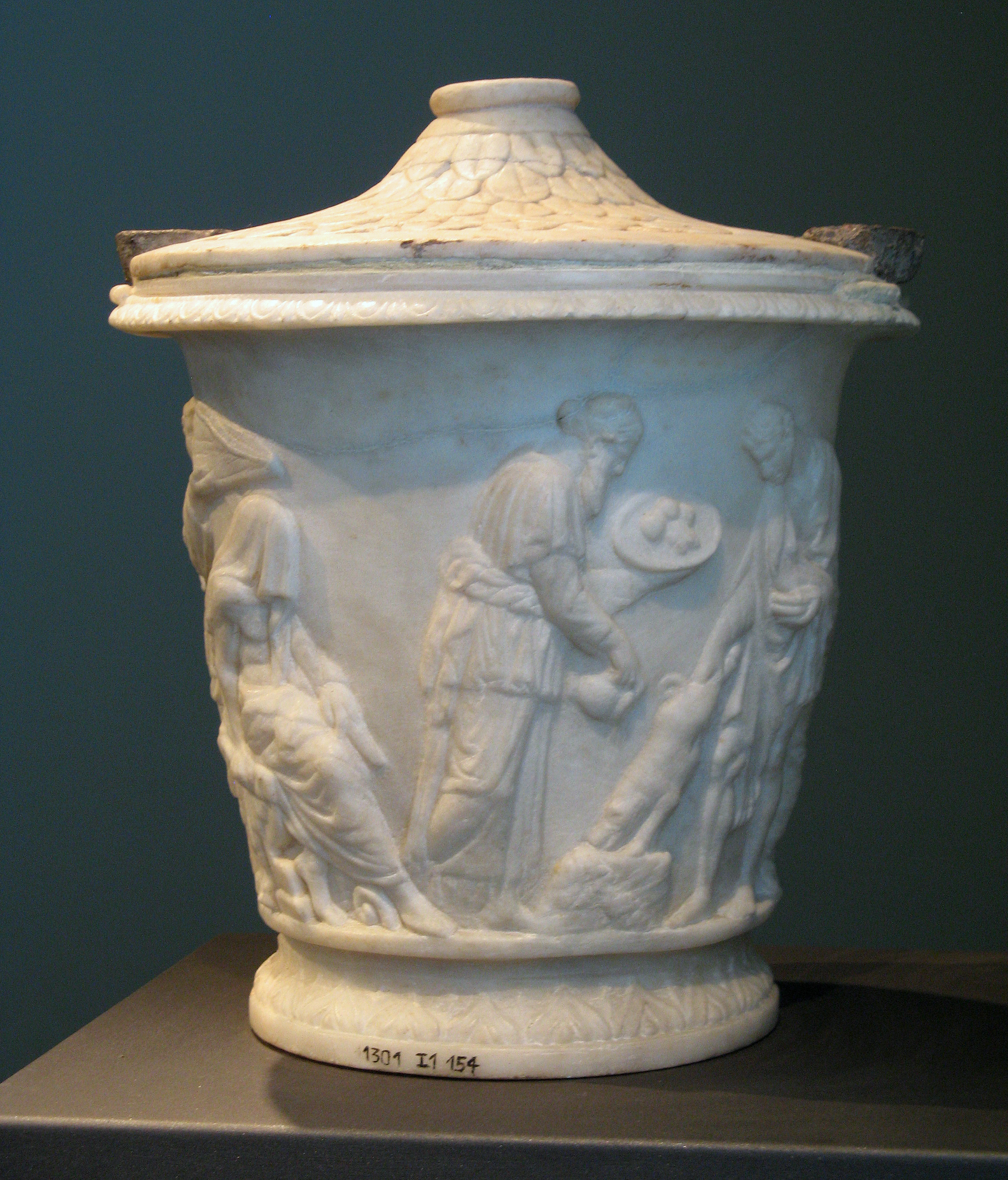
La «urna Lovatelli», de época romana, que muestra escenas de la iniciación en los misterios. Roma, Palazzo Massimo alle Terme.

Los misterios menores se celebraban en Agra —un barrio del demo ateniense de Agrila—, a orillas del río Iliso, habitualmente en el mes de antesterión, si bien en ciertas ocasiones esta fecha había cambiado. Servían como preparación para los misterios mayores. Los sacerdotes purificaban a los candidatos para la myesis de iniciación. Según cuenta Diodoro Sículo, Deméter había instituido los misterios menores en honor de Heracles como purificación de la matanza de los centauros. En estos misterios se realizaban sacrificios a Deméter y Perséfone, pero es posible que algunos ritos también estuvieran relacionados con Dioniso y con el orfismo.

### Misterios mayores
En los misterios mayores los novicios eran conducidos a la epoptia o autopsia; esta última del griego autos, uno mismo, y ops, ver o visión; dando el sentido de "ver por uno mismo" la contemplación de la verdad.
Estos misterios mayores tenían lugar en boedromión (el primer mes del calendario ático, equivalente a parte de septiembre y octubre) y duraban varios días. El primer acto de los misterios mayores era el traslado de los objetos sagrados desde Eleusis hasta el Eleusinion, un templo en la base de la Acrópolis de Atenas. Después, los hierofantes reunían a los que querían iniciarse en los misterios y excluían a los que no podían hacerlo. Luego declaraban el prorrhesis, el comienzo de los ritos.
Las ceremonias comenzaban en un lugar de Atenas llamado «Pórtico Decorado», donde los celebrantes sacrificaban un cerdo joven y eran entronizados. Luego se iniciaba la procesión desde Atenas a Eleusis, cuya distancia era de unos 22 km. A mitad de camino, para purificarse, se lavaban a sí mismos en el mar en Falero.

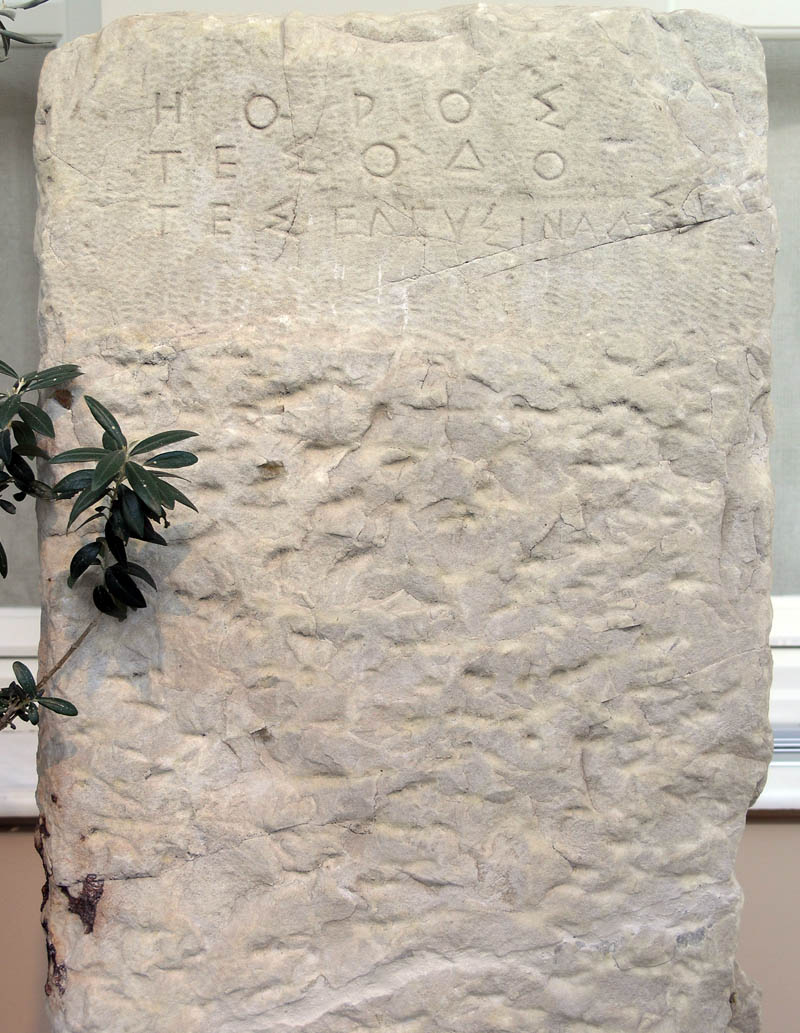
Piedra con inscripción demarcando los límites del «Camino Sagrado», 520 a. C.

Los iniciados, acompañados por los sacerdotes, el portador de la antorcha y los heraldos, caminaban hasta Eleusis siguiendo la llamada «Vía Sagrada», balanceando ramas llamadas bakchoi por el camino. Durante la procesión también se cantaba un himno refiriéndose a Yaco, posiblemente un epíteto de Dioniso, o una deidad independiente, hijo de Perséfone o Deméter.
Se ayunaba durante un periodo de tiempo en conmemoración al ayuno que guardó Deméter mientras buscaba a Perséfone.  El ayuno se rompía para tomar una bebida especial de agua, harina y poleo llamada ciceón. Tras llegar a Eleusis, había efebos que escoltaban a los celebrantes, que tenían que atravesar un puente sobre el río Cefiso, donde la gente les ridiculizaba con canciones satíricas. Esto se hacía en conmemoración de Yambe (o Baubo, en cuyo caso era una anciana), una mujer que —contando chistes impúdicos— había hecho sonreír a Deméter cuando esta lloraba la pérdida de su hija. Se atravesaba a continuación otro puente sobre otro curso de agua, los Reitos, que era de agua salada. Aquí se ataba un hilo al pie izquierdo y a la mano derecha de los iniciados, que tenían que pronunciar una contraseña: 

He ayunado, he bebido el ciceón, he sacado las cosas del kiste y, después de realizar un rito, las he puesto en el kalathos, del cual las he devuelto de nuevo al kiste.
Clemente de Alejandría, Protéptico II,21.

Kiste y kalathos eran, respectivamente, una gran canasta y un pequeño cesto sagrados, cuyos contenidos solo conocían los iniciados. Aún hoy se desconocen cuáles eran, y probablemente nunca se sabrá. Al respecto, escribe Édouard Schuré: "Los objetos de oro, encerrados en el canastillo, eran: la piña (símbolo de la fecundidad, de la generación), la serpiente en espiral (evolución universal del alma; caída en la materia y rendención por el espíritu), el huevo (recordando la esfera o perfección divina, objetivo del hombre)."
Al llegar al santuario bailaban junto a la fuente Calícoro una danza en honor de Deméter y Perséfone.
Luego los iniciantes entraban en una gran sala llamada Telesterion, donde les eran mostradas las sagradas reliquias de Deméter. Esta era la parte más reservada de los misterios y aquellos que eran iniciados tenían prohibido hablar jamás de los sucesos que tenían lugar en el Telesterion, bajo pena de muerte o destierro.
Hay testimonios que sostienen que los sacerdotes mostraban una espiga a los iniciados, de noche, junto a un gran fuego, a la vez que anunciaban el nacimiento de un niño sagrado, Brimo. Otros afirman que esta explicación resulta insuficiente para explicar el poder y la longevidad de los misterios, y que las experiencias debían haber sido internas y provocadas por un ingrediente fuertemente psicoactivo contenido en el ciceón (véase más adelante la «teoría del LSA»).
La siguiente a esta sección de los misterios era el pannychis, un festín que duraba toda la noche y era acompañado por bailes y diversiones. Las danzas tenían lugar en el campo Rario, del que se decía que era el primer punto en el que creció el grano. También se realizaban nuevos sacrificios de animales y se vertían libaciones desde dos vasijas, una mirando hacia el este y otra hacia el oeste. Entonces los rituales habían terminado y los iniciados volvían a sus casas.
Lo anterior es solo un resumen, pues una gran parte de los misterios eleusinos nunca se puso por escrito. Con respecto a los efectos que tenía la iniciación a los misterios, hay testimonios que señalan que los iniciados adquirían la esperanza de que en el más allá disfrutarían de una vida mejor y que este era un motivo para vivir con tranquilidad y felicidad.

## Historia de los misterios
Las excavaciones arqueológicas han estudiado los restos de un mégaron y otras estructuras adyacentes hallados debajo del Telesterion y datados en torno al 1500 a. C., durante la época micénica. Se han hallado restos de huesos de animales quemados, vasijas y figurillas en áreas próximas a esta estructura arquitectónica, pero también objetos de uso cotidiano, por lo que no se sabe con seguridad si este edificio desempeñaba funciones religiosas o residenciales, o ambas.
Más tarde, en el periodo geométrico, sí está atestiguada la presencia de un primitivo santuario, mientras el primer testimonio escrito sobre los misterios es el Himno homérico a Deméter, cuya cronología suele situarse en los siglos VII o VI a. C..
La anexión definitiva de Eleusis a Atenas tuvo lugar en época de Solón, a principios del siglo VI a. C. 
Bajo el gobierno de Pisístrato de Atenas, los misterios eleusinos llegaron a ser panhelénicos y los peregrinos acudían en gran número de toda Grecia y más allá para participar en ellos. El tirano rodeó la población y el santuario con una gran muralla, reforzada por torres de defensa. 
El santuario fue destruido por los persas en 480 a. C. En época clásica se construyeron un nuevo Telesterion y la Estoa de Filón, entre otros edificios. Posteriormente, en el periodo romano se construyeron arcos de triunfo, grandes propileos, una fuente, templos y altares.
Entre los participantes probablemente también hubo personalidades influyentes como Sócrates, Platón, Aristóteles, Sófocles, Plutarco y Cicerón.

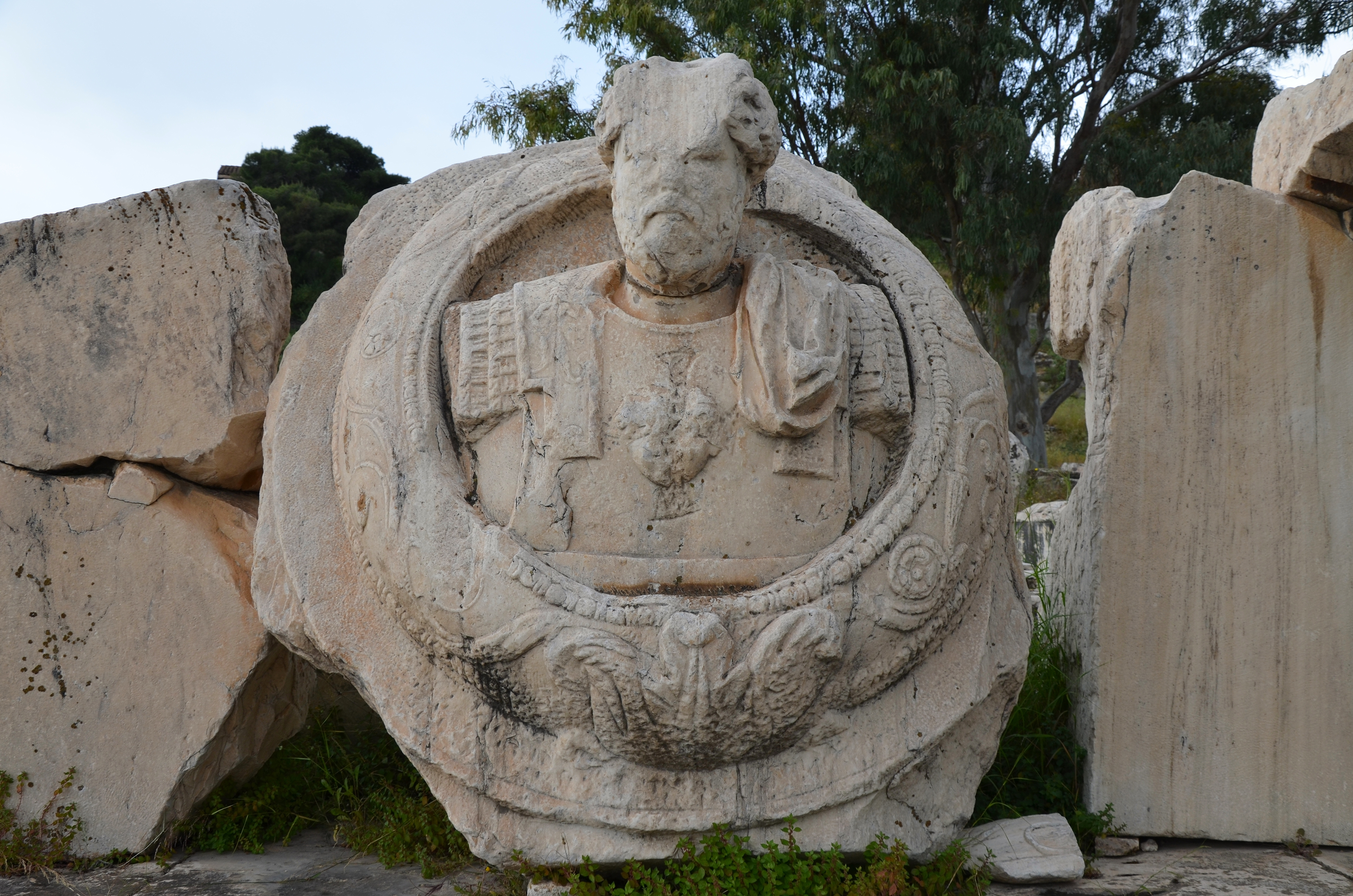
Busto del emperador romano Marco Aurelio en Eleusis.

En 170, el templo de Deméter fue saqueado por los sármatas, pero fue reconstruido por Marco Aurelio. 
A medida que el cristianismo ganó popularidad en los siglos IV y V, el prestigio de Eleusis comenzó a desvanecerse. El último emperador pagano, Juliano II, fue también el último emperador iniciado en los misterios, los cuales intentó preservar. Teodosio I cerró los santuarios por decreto en 392, en un esfuerzo por destruir la resistencia pagana a la imposición del cristianismo niceno como religión estatal, siendo este suceso narrado por Eunapio, un historiador y biógrafo de los filósofos griegos. Eunapio había sido iniciado por el último hierofante legítimo, a quien el emperador Juliano le había encargado la restauración de los misterios, que habían caído en decadencia. El último hierofante fue un usurpador, «el hombre de Tespiai que ostenta el título de Padre de los misterios de Mitras» como le llamó Eunapio. En 396, durante su campaña de saqueos en el Ática, el rey de los godos Alarico I —acompañado por monjes cristianos «en sus oscuras ropas»— saqueó los restos de los santuarios.

## Representaciones en el arte

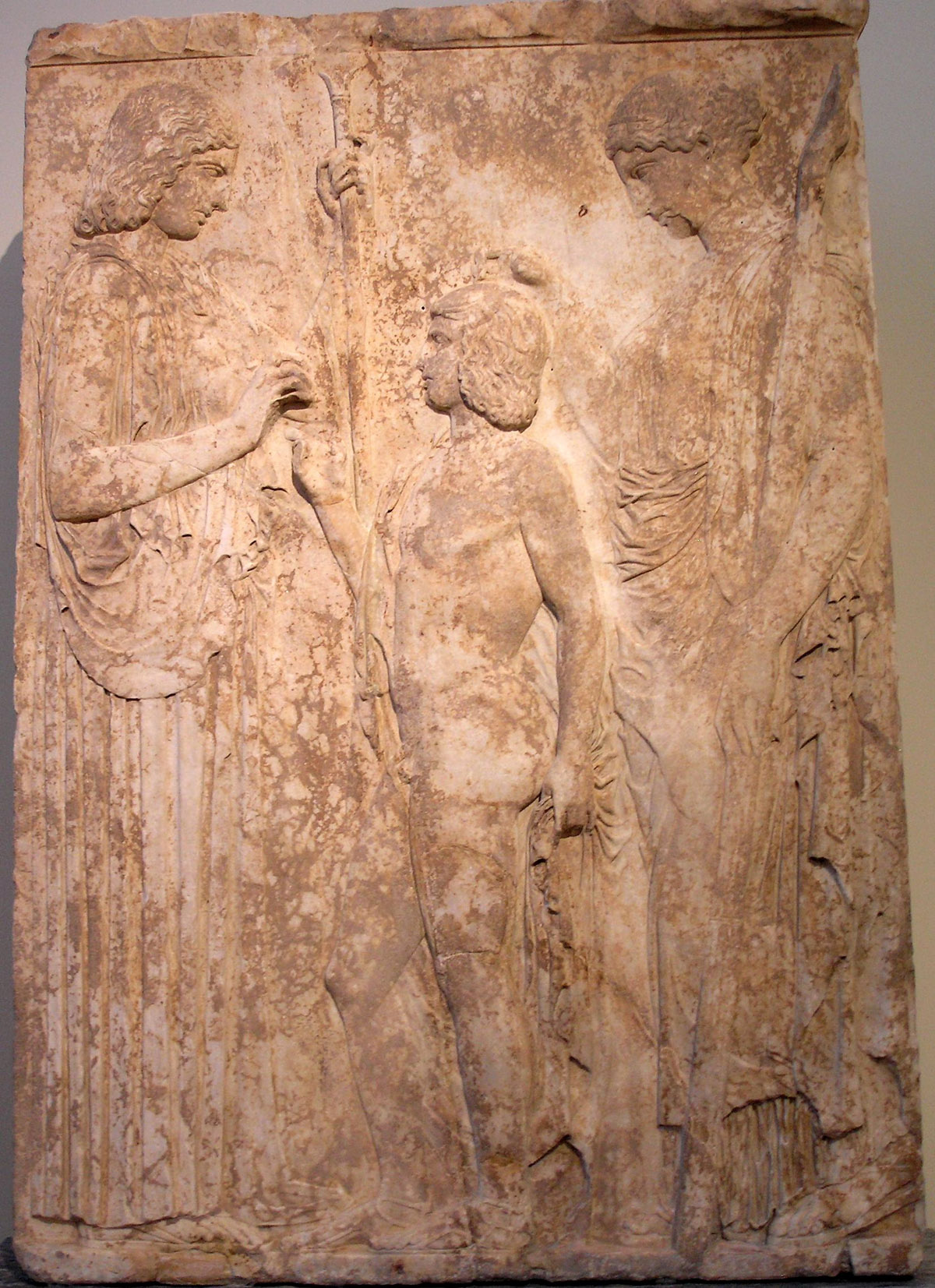
El «Gran relieve eleusino», del periodo clásico, donde se representa a Deméter, Triptólemo y Perséfone.

Hay, como era de esperar, una gran cantidad de obras escultóricas, pinturas y fragmentos de cerámica que representan diversos aspectos de los misterios. El «Gran relieve eleusino», del siglo V a. C., conservado en el Museo Arqueológico Nacional de Atenas es un ejemplo representativo. Se representa a Deméter dando semillas a Triptólemo para que este enseñe a la humanidad cómo cultivar los campos para obtener cosechas, con Perséfone manteniendo la mano sobre su cabeza para bendecirlo.
Vasijas y otras obras con relieves esculpidos, del siglo VI al IV a. C., representan a Triptólemo sujetando una espiga de trigo, sentado en un trono alado o un carro, rodeado por Perséfone y Deméter con antorchas de pino. La Tablilla de Ninnío, también del Museo Arqueológico Nacional de Atenas, representa a Deméter, seguida por Perséfone y Yaco y, tras ellos, la procesión de iniciantes. Entonces, Deméter aparece sentada (dentro del Telesterion) sobre el kiste, con Perséfone presentando a los iniciantes y portando una antorcha. Cada uno de los iniciantes lleva un bakchoi y la segunda fila está encabezada por Iakchos, un sacerdote que lleva antorchas para las ceremonias. Aparece de pie junto al ónfalos, mientras una mujer desconocida (probablemente una sacerdotisa de Deméter) está sentada cerca sobre el kiste, portando un cetro y una vasija llena de ciceón. El pannychis también está representado.

## Teoría del LSA

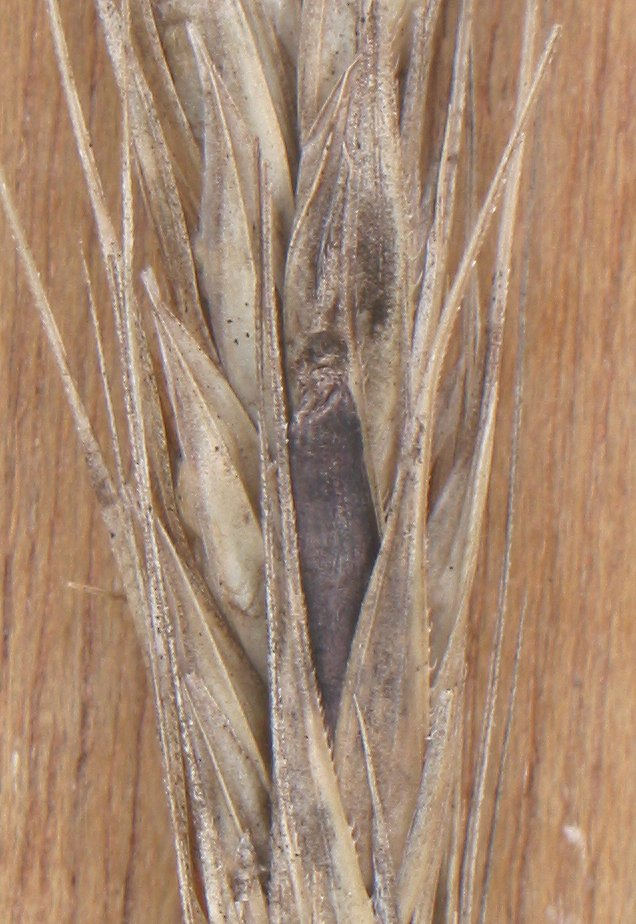
Cornezuelo en una espiga de centeno.

Algunos investigadores creen que el poder de los misterios eleusinos procedía de la función del ciceón como agente psicodélico, teoría extensamente argumentada en El camino a Eleusis (de R. Gordon Wasson, Albert Hofmann y Carl A. P. Ruck). El trigo y la cebada podrían haber sido parasitados por el hongo Claviceps purpurea, cuyo esclerocio (forma de resistencia del hongo) se conoce como cornezuelo del centeno, nombre justificado por ser el centeno la especie más susceptible de ser atacada. Del cornezuelo se pueden aislar un conjunto de metabolitos como la amida de ácido D-lisérgico (LSA), un precursor de la dietilamida del ácido lisérgico (LSD). Es, por lo tanto, posible que los iniciantes, sensibilizados por su ayuno y preparados por las ceremonias precedentes, fueran elevados por los efectos de una potente poción psicoactiva a estados mentales revelatorios con profundas ramificaciones espirituales e intelectuales.
Esta teoría sigue siendo controvertida, pues preparaciones de ciceón hechas a partir de cebada parasitada por cornezuelo han arrojado resultados no concluyentes.
Terence McKenna ha propuesto que los misterios giraban en torno a una variedad de hongos psilocíbicos, aunque parece haber pocas evidencias a favor de esta teoría. También se han sugerido algunos agentes enteogénicos más, como las amanitas, pero todas estas teorías carecen de pruebas consistentes.
En el libro The Immortality Key, de Brian C. Muraresku, se recogen estudios recientes sobre cómo se han obtenido evidencias arqueoquímicas concluyentes sobre el uso de cornezuelo como sustancia visionaria en los ritos eleusinos.